# 穆巴拉·火者
穆巴拉·火者（？—1344年，1320年－1344年在位），白帐汗国可汗，他是薩昔不花汗的儿子。
他是阿必散汗兄弟并且是月即别汗助手。因为穆巴拉·火者想脱离钦察汗国独立，钦察汗国大汗月即别派迪尼别便将其推翻。白帐因此内乱数年，同时也被金帐吞并了一些国土。
| 前任： 阿必散 | 白帐汗国君主 1320年—1344年 | 繼任： 沉台 |